# گورنو کرایشته
گورنو کرایشته (به بلغاری: Gorno Kraishte) یک منطقهٔ مسکونی در بلغارستان است که در شهرستان بلیتسا واقع شده‌است.
 گورنو کرایشته ۶٬۱۵۹ کیلومتر مربع مساحت و ۱٬۱۶۷ نفر جمعیت دارد و ۸۴۶ متر بالاتر از سطح دریا واقع شده‌است.